# Liberación Nacional y Social

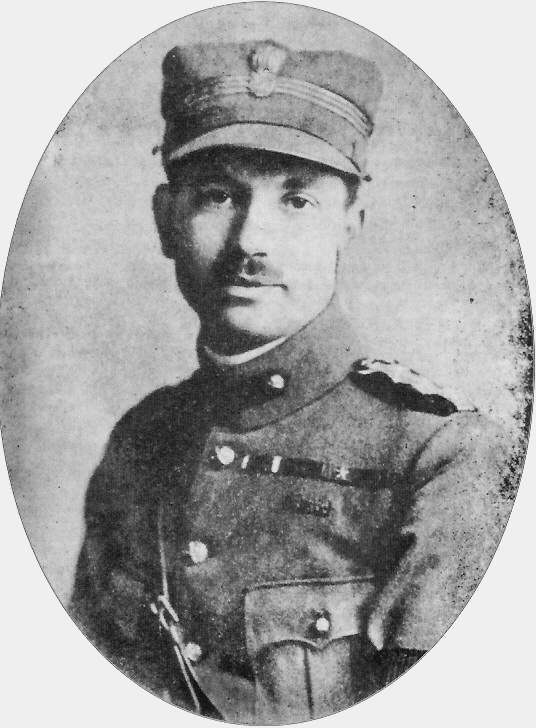
Coronel Dimitrios Psaros, líder de la EKKA

Liberación Nacional y Social (en griego: Εθνική και Κοινωνική Απελευθέρωσις, Ethniki kai Koinoniki Apeleftherosis, EKKA) fue la tercera organización en tamaño de la resistencia griega a la ocupación del país por el Eje durante la Segunda Guerra Mundial.

## Origen
EKKA se creó en julio de 1941 y actuó en la zona central de Grecia hasta abril de 1944. De manera similar a EDES y a diferencia de la principal organización de la resistencia, EAM, se trataba principalmente de una organización militar, marcada por la personalidad de su dirigente, el coronel Dimitrios Psaros.
EKKA nunca contó con más de 1000 combatientes.

## Fin
A pesar de haber permanecido neutral en el enfrentamiento entre ELAS y EDES en el otoño e invierno de 1943-1944, la formación fue atacada por ELAS en la primavera de 1944 y disuelta. Psaros, capturado en la ofensiva de ELAS, fue asesinado el 16 de abril de 1944.